# Bad Honnef
Bad Honnef is een stad en gemeente in de Duitse deelstaat Noordrijn-Westfalen, gelegen in de Rhein-Sieg-Kreis. De gemeente telt 25.759 inwoners (31 december 2020) op een oppervlakte van 48,30 km².

## Geboren
- Karl Peter Berg (1907-1949), kampcommandant
- Guido Westerwelle (1961-2016), politicus
- Niels van den Berge (1984), Nederlands politicus
- Sydney Lohmann (2000), voetbalster

## Afbeeldingen

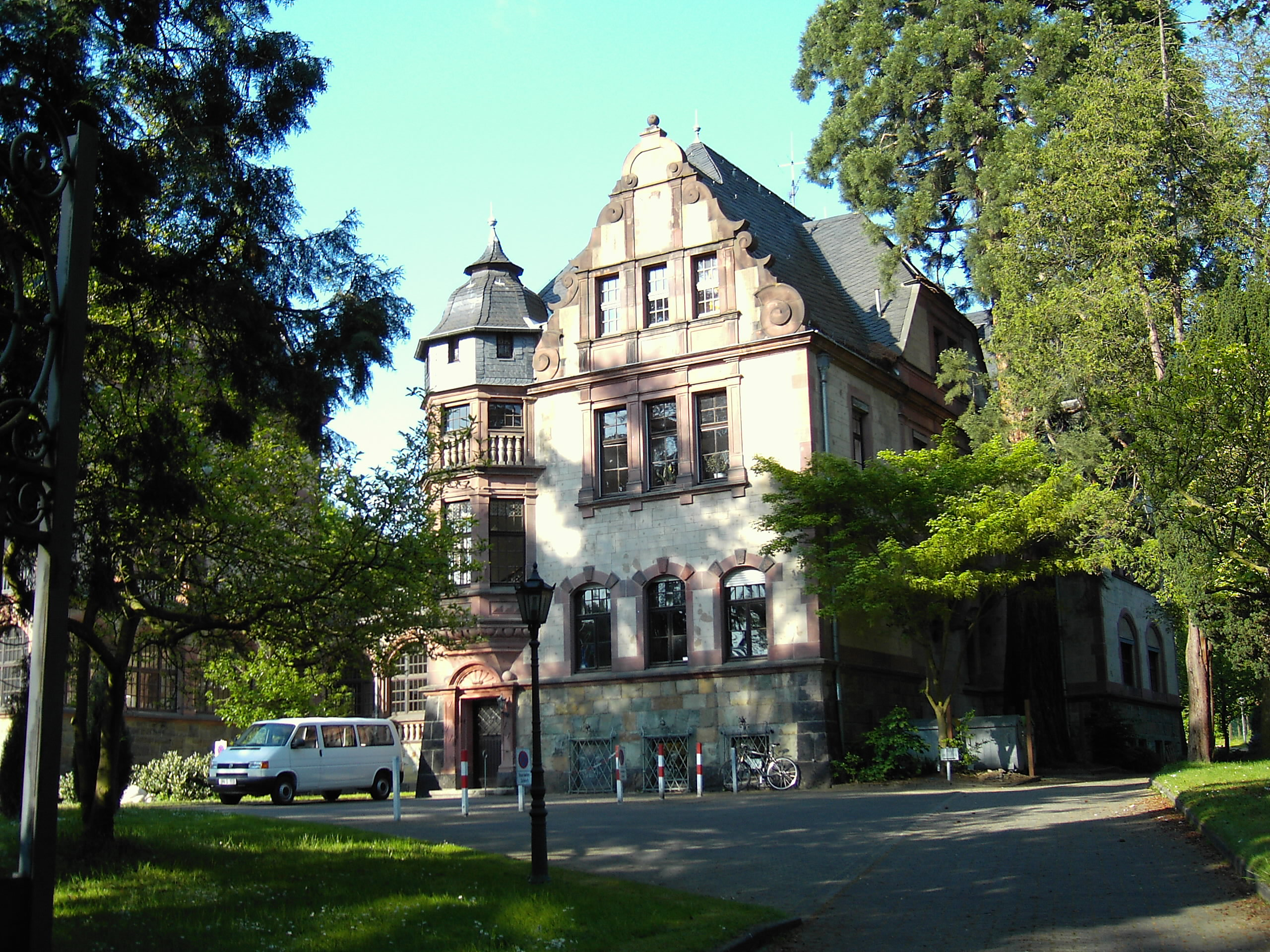
Het natuurkundecentrum
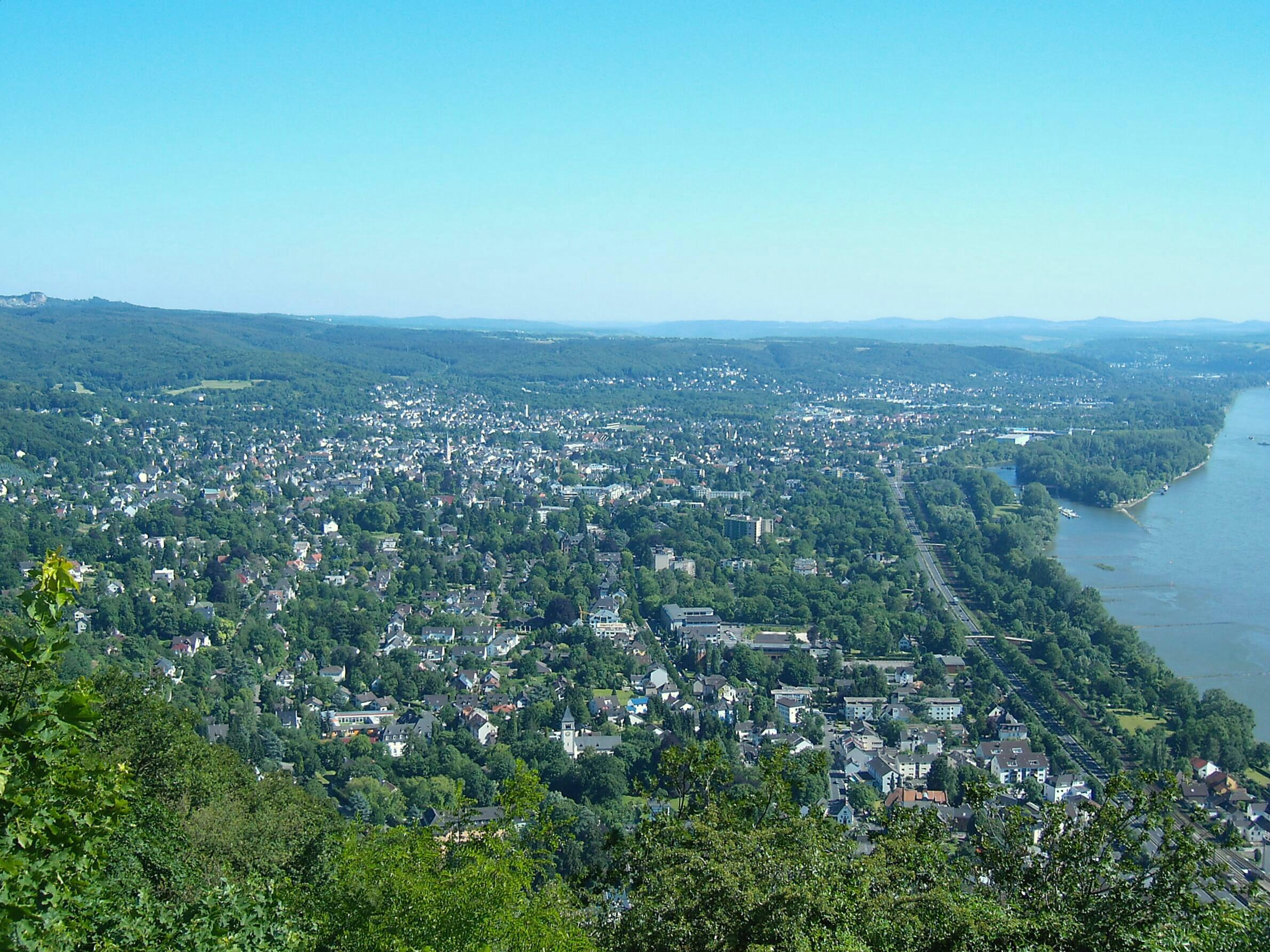
Gezicht op Bad Honnef vanaf de Drachenfels
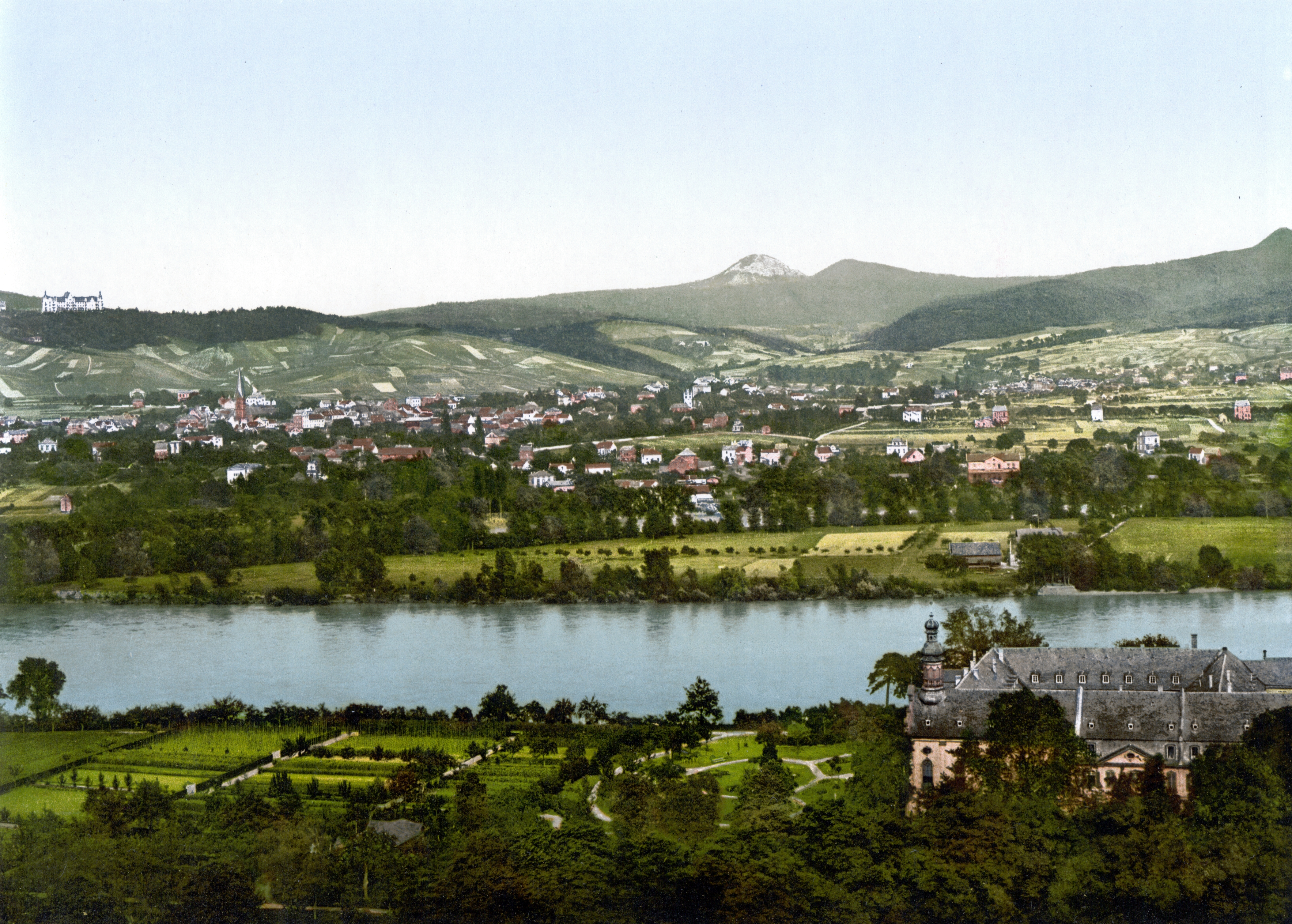
Gezicht op Bad Honnef, circa 1900
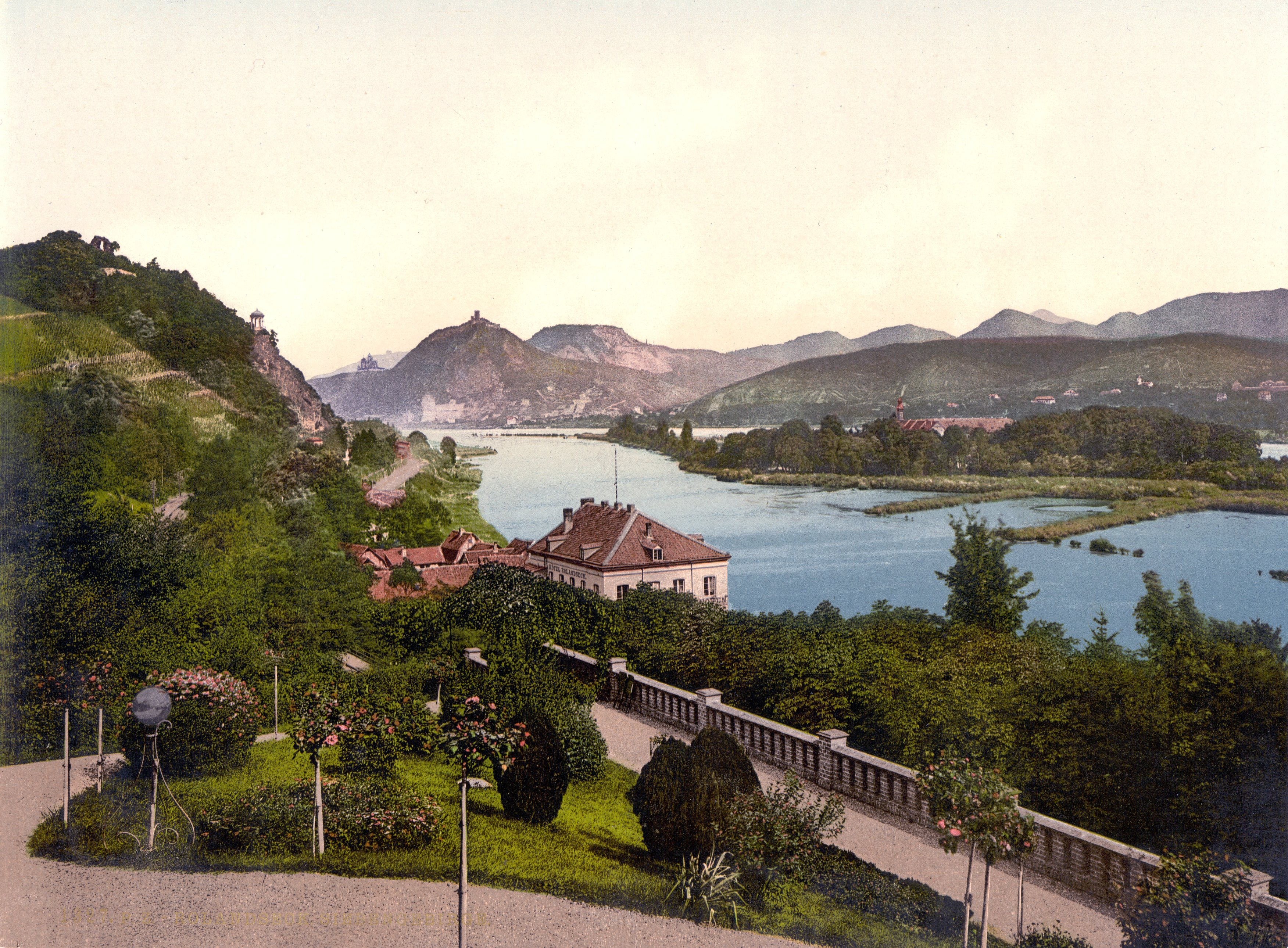
Gezicht op Rolandseck en Nonnenwerth, circa 1900